# Чжан Вэйли
Чжа́н Вэйли́ (кит. упр. 张伟丽, пиньинь Zhāng Wěilì; род. 13 августа 1989, Ханьдань, Хэбэй) — китайский боец смешанных единоборств, выступающая в UFC. Бывшая чемпионка Kunlun Fight и Top FC в минимальном весе, двукратная и действующая чемпионка UFC в женской минимальной весовой категории. Занимает 2 строчку официального рейтинга UFC среди лучших бойцов независимо от женской весовой категории (англ. pound-for-pound).

## Биография
Вэйли родилась в китайском Ханьдане, провинция Хэбэй. Её отец — шахтёр на пенсии, а мать — домохозяйка. Спортсменка — второй ребёнок в семье, у неё есть старший брат, который оставил работу торговца золотом, чтобы поддержать карьеру Чжан. Теперь он работает в спортзале, где тренируется сестра.
Чжан начала заниматься боевыми искусствами в 6 лет — шаолиньским кунг-фу под руководством местного мастера, вдохновившись фильмами о кунг-фу. Уже в начальной школе она занималась различными видами спорта, включая лёгкую атлетику, футбол и настольный теннис. Когда ей исполнилось 12 лет, родители отправили её в специализированную школу боевых искусств в Ханьдане, где она начала заниматься саньда и шуайцзяо. Благодаря успехам в соревнованиях по саньда в провинции Хэбэй, Чжан была приглашена в команду провинции Цзянсу. Однако из-за повторяющихся травм спины, полученных на тренировках, ей пришлось уйти из этого вида спорта.
Переехав в 17 лет в Пекин, Вэйли подрабатывала кассиром в супермаркете, воспитательницей в детском саду, охранником и администратором в отеле. Спустя 4 года она устроилась фитнес-инструктором в местный пекинский спортзал, и ей разрешили бесплатно пользоваться их оборудованием после закрытия зала по вечерам. Параллельно она начала заниматься бразильским джиу-джитсу, наблюдая за другими спортсменами. Позже Чжан устроилась на работу в приемную, где познакомилась с бойцами, которые тренировались в зале. Одним из них был ее кумир У Хаотянь, один из родоначальников китайского ММА. После знакомства в 2012 году Хаотянь привел ее в бойцовский клуб Black Tiger. Там ее заметил тренер Цай Сюэцзюнь, который разглядел в ней потенциал и начал тренировать по ММА.

## Карьера в смешанных единоборствах

### Ранняя карьера
Вэйли дебютировала на профессиональном уровне в ноябре 2013 года. Проиграв Мин Бо единогласным решением судей, она выдала серию из 7 побед подряд, прежде чем в сентябре 2016 года на турнире Kunlun Fight 53 встретиться с бразильянкой Майрой Мазар за вакантный пояс чемпионки Kunlun Fight в женском минимальном весе. Чжан задушила свою соперницу сзади в конце первого раунда.
Впоследствии Вэйли защитила свой пояс 3 раза, в общей сложности проведя в организации Kunlun Fight 12 боев, одержав победы во всех: 8 нокаутом, 3 болевыми и сдачей, 1 — решением.
Чжан в июле 2017 года на турнире Top FC 15 завоевала свой второй пояс, встретившись с южнокореянкой Со Ё Дам в поединке за вакантный титул чемпионки Top FC в минимальном весе. Китаянка победила техническим нокаутом во втором раунде.

## Титулы и достижения

### Ultimate Fighting Championship
Чемпион UFC в женском минимальном весе (дважды, действующий);
- Четыре успешных защиты пояса.
  - Бонус за «Бой вечера» (один раз) против: Йоанны Енджейчик (первый бой)[12];
  - Бонус за «Выступление вечера» (четыре раза) против: Джессики Андради, Йоанны Енджейчик (второй бой), Карлы Эспарсы и Аманды Лемус[13].
    - Первый чемпион UFC из Китая и Азии[14].

### Kunlun Fight
Чемпион Kunlun Fight в женском минимальном весе (два раза);
- Три успешные защиты пояса[16][17].

### Top FC
Чемпион Top FC в женском минимальном весе (один раз).

## Статистика
| Боёв 29  | Побед 26 | Поражений 3 |
| -------- | -------- | ----------- |
| Нокаутом | 11       | 1           |
| Сдачей   | 8        | 0           |
| Решением | 7        | 2           |

| Результат | Рекорд | Соперник            | Способ                                       | Турнир                                | Дата             | Раунд | Время | Место                         | Примечание                                                                   |
| --------- | ------ | ------------------- | -------------------------------------------- | ------------------------------------- | ---------------- | ----- | ----- | ----------------------------- | ---------------------------------------------------------------------------- |
| Победа    | 26-3   | Татьяна Суарес      | Единогласное решение                         | UFC 312                               | 8 февраля 2025   | 5     | 5:00  | Сидней, Австралия             | Защитила (4) пояс чемпиона UFC в минимальном весе                            |
| Победа    | 25-3   | Янь Сяонань         | Единогласное решение                         | UFC 300                               | 13 апреля 2024   | 5     | 5:00  | Лас-Вегас, Невада, США        | Защитила (3) пояс чемпиона UFC в минимальном весе                            |
| Победа    | 24-3   | Аманда Лемус        | Единогласное решение                         | UFC 292                               | 19 августа 2023  | 5     | 5:00  | Бостон, Массачусетс, США      | Защитила (2) пояс чемпиона UFC в минимальном весе                            |
| Победа    | 23-3   | Карла Эспарса       | Удушающий приём (сзади)                      | UFC 281                               | 13 ноября 2022   | 2     | 1:05  | Нью-Йорк, США                 | Завоевала (2) пояс чемпиона UFC в минимальном весе. «Выступление вечера» (3) |
| Победа    | 22-3   | Йоанна Енджейчик    | Нокаут (удар рукой с разворота)              | UFC 275                               | 11 июня 2022     | 2     | 2:28  | Каланг, Сингапур              | «Выступление вечера» (2)                                                     |
| Поражение | 21-3   | Роуз Намаюнас       | Раздельное решение                           | UFC 268                               | 6 ноября 2021    | 5     | 5:00  | Нью-Йорк, США                 | Бой за титул чемпиона UFC в минимальном весе                                 |
| Поражение | 21-2   | Роуз Намаюнас       | Нокаут (удар ногой в голову)                 | UFC 261                               | 24 апреля 2021   | 1     | 1:18  | Джэксонвилл, Флорида, США     | Утратила пояс чемпиона UFC в минимальном весе                                |
| Победа    | 21-1   | Йоанна Енджейчик    | Раздельное решение                           | UFC 248                               | 7 марта 2020     | 5     | 5:00  | Лас-Вегас, Невада, США        | Защитила (1) пояс чемпиона UFC в минимальном весе. «Бой вечера»              |
| Победа    | 20-1   | Жессика Андради     | Технический нокаут (удары коленями и руками) | UFC Fight Night: Андради vs. Чжан     | 31 августа 2019  | 1     | 0:42  | Шэньчжэнь, Китай              | Завоевала пояс чемпиона UFC в минимальном весе. «Выступление вечера»         |
| Победа    | 19-1   | Тиша Торрес         | Единогласное решение                         | UFC 235                               | 2 марта 2019     | 3     | 5:00  | Лас-Вегас, Невада, США        |                                                                              |
| Победа    | 18-1   | Джессика Агилар     | Болевой приём (рычаг локтя)                  | UFC Fight Night: Блэйдс vs. Нганну 2  | 24 ноября 2018   | 1     | 3:41  | Пекин, Китай                  |                                                                              |
| Победа    | 17-1   | Даниэль Тэйлор      | Единогласное решение                         | UFC 227                               | 4 августа 2018   | 3     | 5:00  | Лос-Анджелес, Калифорния, США | Дебют в UFC                                                                  |
| Победа    | 16-1   | Бьянка Саттелмайе   | Болевой приём (рычаг локтя)                  | Kunlun Fight MMA 15                   | 3 октября 2017   | 1     | 3:29  | Сеул, Южная Корея             | Бой в промежуточном весе 53,98 кг                                            |
| Победа    | 15-1   | Марилья Сантус      | Технический нокаут (удары локтями)           | Kunlun Fight MMA 14                   | 28 августа 2017  | 2     | 3:20  | Яньтай, Китай                 | Защитила (3) пояс чемпиона Kunlun Fight в минимальном весе                   |
| Победа    | 14-1   | Со Йе Дам           | Технический нокаут (удары локтем и руками)   | Top FC 15                             | 22 июля 2017     | 2     | 1:35  | Сеул, Южная Корея             | Завоевала вакантный пояс чемпиона Top FC в минимальном весе                  |
| Победа    | 13-1   | Алини Саттелмайе    | Единогласное решение                         | Kunlun Fight MMA 12                   | 1 июня 2017      | 3     | 5:00  | Яньтай, Китай                 | Защитила (2) пояс чемпиона Kunlun Fight в минимальном весе                   |
| Победа    | 12-1   | Симона Дуарте       | Технический нокаут (удары)                   | Kunlun Fight MMA 11                   | 25 мая 2017      | 1     | 2:29  | Цзинин, Китай                 | Завоевала (2) пояс чемпиона Kunlun Fight в минимальном весе                  |
| Победа    | 11-1   | Наяра Эмили         | Удушающий приём (гильотина)                  | Kunlun Fight MMA 9                    | 25 февраля 2017  | 1     | 0:41  | Санья, Китай                  |                                                                              |
| Победа    | 10-1   | Вероника Гренно     | Технический нокаут (удары коленями)          | Kunlun Fight MMA 8                    | 2 января 2017    | 1     | 1:50  | Санья, Китай                  |                                                                              |
| Победа    | 9-1    | Карла Бенитес       | Нокаут (удар)                                | Kunlun Fight MMA 7                    | 15 декабря 2016  | 1     | 2:15  | Пекин, Китай                  | Защитила (1) пояс чемпиона Kunlun Fight в минимальном весе                   |
| Победа    | 8-1    | Майра Мазар         | Удушающий приём (сзади)                      | Kunlun Fight 53                       | 24 сентября 2016 | 1     | 4:11  | Пекин, Китай                  | Завоевала вакантный пояс чемпиона Kunlun Fight в минимальном весе            |
| Победа    | 7-1    | Эми Фудзино         | Технический нокаут (остановка врачом)        | Kunlun Fight 49                       | 7 августа 2016   | 2     | 2:51  | Токио, Япония                 | Возвращение в минимальный вес                                                |
| Победа    | 6-1    | Лилия Казак         | Нокаут (удар в голову)                       | Kunlun Fight 47                       | 10 июля 2016     | 2     | 4:13  | Нанкин, Китай                 |                                                                              |
| Победа    | 5-1    | Элис Арделин        | Удушающий приём (сзади)                      | Kunlun Fight MMA 5 / Top FC 11        | 22 мая 2016      | 2     | 4:41  | Сеул, Южная Корея             | Дебют в наилегчайшем весе                                                    |
| Победа    | 4-1    | Светлана Гоцик      | Технический нокаут (удары)                   | Kunlun Fight 38 / Super Muaythai 2016 | 21 февраля 2016  | 2     | 2:29  | Паттайа, Таиланд              |                                                                              |
| Победа    | 3-1    | Саманта Жан-Франсуа | Технический нокаут (удары)                   | Kunlun Fight 35                       | 19 декабря 2015  | 1     | 3:37  | Лоян, Китай                   |                                                                              |
| Победа    | 2-1    | Хон Мэй             | Удушающий приём (сзади)                      | Chinese Kung Fu Championships         | 27 октября 2014  | 1     | 0:40  | Цяньань, Китай                | Бой в промежуточном весе 59,87 кг                                            |
| Победа    | 1-1    | У Шуся              | Болевой приём (рычаг локтя)                  | Chinese Kung Fu Championships         | 17 апреля 2014   | 1     | 1:56  | Цяньань, Китай                | Бой в промежуточном весе 59,87 кг                                            |
| Поражение | 0-1    | Мин Бо              | Единогласное решение                         | China MMA League                      | 9 ноября 2013    | 2     | 5:00  | Сюйчан, Китай                 | Дебют в ММА                                                                  |